# Catulliaria brevipennis
Catulliaria brevipennis är en insektsart som beskrevs av Synave 1962. Catulliaria brevipennis ingår i släktet Catulliaria och familjen Tropiduchidae. Inga underarter finns listade i Catalogue of Life.